# Chlorospingus flavovirens
Chlorospingus flavovirens là một loài chim trong họ Emberizidae.